# Klein Vredehof
Klein Vredehof is een gemeentelijk monument aan de Vredehofstraat 9 in de gemeente Soest in de provincie Utrecht. 
Het huis werd in 1912 gebouwd naar een ontwerp van architect G. Sukkel die ook het belendende pand Vredehof 7 ontwierp. Het staat op de hoek van de Vredehofstraat en de Regentesselaan. In 1926 vond een uitbreiding plaats aan de achterzijde. Een van de vroegere bewoners  was burgemeester Loten van Doelen Grothe. 
De nok van het overstekende schilddak loopt evenwijdig aan de straat. Rechts van de ingangsdeur is een serre aangebouwd. De vensters van het witgepleisterde huis zijn voorzien van luiken. In het later aangebouwde deel aan de rechterzijde is een tweede toegangsdeur. 